# がぶりこ
がぶりこ（東伯がぶりこ）は、鳥取中央農業協同組合が鳥取県東伯郡琴浦町で生産する地域ブランドのスイカ。同地域の「東伯スイカ」のひとつで、2005年（平成17年）に発表された。

## 特徴
黒皮品種。種がほとんどなく、糖度は「非常に甘い」とされる13度から14度で一般的な品種よりも1度から2度高い。「種を気にせずがぶりと食べられる」ことから命名された。例年6月上旬から7月下旬に出荷される。

## 鳥取県中部でのスイカ栽培の歴史
鳥取県中部の倉吉平野は砂地が多く、古くからスイカの栽培が盛んな地域である。近世から栽培が行われていたが、生産が本格化したのは1897年（明治30年）にさかのぼり、当時の八橋郡八橋村（合併により、2017年には東伯郡琴浦町の一部）で商業生産が始まっている。当時、この地区のスイカは「大山スイカ」として西日本、特に関西地区で人気を博した。
戦後は他の生産地との競争から、出荷時期を早めるためにハウス栽培が主流になった。鳥取県内の野菜としてはスイカは生産量1位、産出額2位（2008年）である。全国的には、鳥取県は熊本県、千葉県、山形県に次いで生産量全国4位の位置にいて、出荷時期では熊本県に次ぐ早熟産地となっていて、6月の上旬から出荷が本格化する。
県内の主な生産地・ブランドは、倉吉平野中央の東伯郡大栄町（2005年に北条町と合併して北栄町となる）の「大栄スイカ」（2008年（平成20年）に商標登録）、倉吉平野南部の倉吉市「倉吉スイカ」、東伯町（2004年に赤碕町と合併して琴浦町となる）の「東伯スイカ」などである。
1994年（平成6年）に大栄町で「世界すいかサミット」を開催し、これを機に県内のスイカ栽培の集中基地として整備が進められた。鳥取県園芸試験場では「世界すいか遺伝資源銀行」を設けて世界中のスイカのDNA情報を収集している。
2005（平成17年）からは、東伯郡琴浦町で「がぶりこ」の生産が本格化した。2012年（平成24年）には町内のスイカ栽培面積約10ヘクタールのうち、7割以上を占めるまでになった。2014年（平成26年）から関東圏への出荷もはじまった。
2017年（平成29年）の時点では17戸の農家による作付面積が6.5ヘクタールとなり、栽培面積が日本一である。